# مسابقات ورزش‌های آبی اروپا ۱۹۵۸
مسابقات ورزش‌های آبی اروپا ۱۹۵۸ از ۳۱ آگوست تا ۶ سپتامبر ۱۹۵۸ در شهر بوداپست، مجارستان برگزار شده است.

## جدول مدال‌ها
میزبان 
| رتبه  | کشور               | طلا | نقره | برنز | مجموع |
| ۱     | اتحاد جماهیر شوروی | ۵   | ۶    | ۵    | ۱۶    |
| ۲     | بریتانیای کبیر     | ۵   | ۴    | ۴    | ۱۳    |
| ۳     | هلند               | ۵   | ۳    | ۰    | ۸     |
| ۴     | مجارستان           | ۲   | ۲    | ۳    | ۷     |
| ۵     | ایتالیا            | ۱   | ۲    | ۲    | ۵     |
| ۶     | سوئد               | ۱   | ۰    | ۲    | ۳     |
| ۷     | فرانسه             | ۱   | ۰    | ۰    | ۱     |
| ۸     | آلمان غربی         | ۰   | ۱    | ۲    | ۳     |
| ۹     | چکسلواکی           | ۰   | ۱    | ۱    | ۲     |
| ۱۰    | یوگسلاوی           | ۰   | ۱    | ۰    | ۱     |
| ۱۱    | آلمان شرقی         | ۰   | ۰    | ۱    | ۱     |
| مجموع | مجموع              | ۲۰  | ۲۰   | ۲۰   | ۶۰    |